# Frans II av Bretagne
Frans II av Bretagne, född 1433, död 1488, var en regerande hertig av Bretagne från 1458 till 1488. 